# Neulöwenberg
Neulöwenberg ist ein Ortsteil der Gemeinde Löwenberger Land im Norden des Landes Brandenburg. Das Dorf entstand im 19. Jahrhundert als Vorwerk des Rittergutes Löwenberg. Im Jahre 1877 wurde dort der Bahnhof Löwenberg (Mark) eröffnet.

## Geographie

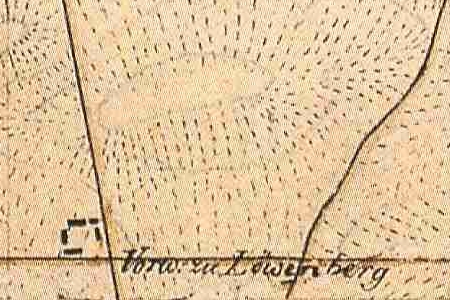
Neulöwenberg als Vorwerk zu Löwenberg auf einem Messtischblatt der Preußischen Uraufnahme von 1825

Neulöwenberg liegt am Südrand des Naturraums der Granseer Platte. Die Ortslage wird von der Bundesstraße 167 durchquert. Im Gebiet des Ortsteils liegt der Dreetzsee. Neulöwenberg grenzt im Norden an den Ortsteil Häsen, im Osten an die Ortsteile Liebenberg und Grüneberg, im Süden an den Ortsteil Teschendorf sowie im Westen an die Ortsteile Linde und Löwenberg.

## Geschichte
Neulöwenberg entstand im 19. Jahrhundert als Vorwerk des Rittergutes Löwenberg und wurde auch als Schwarzes Vorwerk bezeichnet. Im Jahre 1825 wurde es auf einer Karte der Preußischen Uraufnahme an der Kreuzung der Wege von Löwenberg nach Liebenberg und von Grüneberg nach Gutengermendorf verzeichnet. 1860 gab es zwei Wohn- und sechs Wirtschaftsgebäude.
Im Jahre 1877 wurde westlich des Vorwerks der Bahnhof Löwenberg (Mark) an der Berliner Nordbahn eröffnet. Ab 1888 wurde ein Abzweig in Richtung Prenzlau und ab 1896 in Richtung Flecken Zechlin angelegt.
Der Gutsbezirk Löwenberg wurde 1927 verkleinert und 1928 in die Landgemeinde Neulöwenberg im Kreis Ruppin umgewandelt. 1946 wurden im Rahmen der Bodenreform in der Sowjetischen Besatzungszone 108 ha Bodenfläche aufgeteilt. Eine erste Landwirtschaftliche Produktionsgenossenschaft (LPG) bestand von 1952 bis 1953. Seit der Verwaltungsreform von 1952 gehörte Neulöwenberg zum Kreis Gransee des Bezirks Potsdam. Am 1. Januar 1957 wurde die Gemeinde Liebenberg nach Neulöwenberg eingemeindet. Im Jahr 1959 wurden zwei neue LPG gegründet und 1963 zusammengeschlossen.
Im Jahre 1983 nahm die Deutsche Reichsbahn in Neulöwenberg das dezentrale Umformerwerk Löwenberg in Betrieb. Von 1992 bis 1997 wurde Neulöwenberg durch das Amt Löwenberg verwaltet und ist seit 1993 Teil des Landkreises Oberhavel. Am 31. Dezember 1997 wurde das Amt Löwenberg aufgelöst und Neulöwenberg schloss sich mit neun weiteren Gemeinden zur neuen Gemeinde Löwenberger Land zusammen. Neulöwenberg und Liebenberg bilden seitdem jeweils einen Ortsteil.

## Einwohnerentwicklung
Die folgende Tabelle zeigt die Einwohnerentwicklung von Neulöwenberg zwischen 1875 und 1996 im Gebietsstand des jeweiligen Stichtages:
| Stichtag      | Einwohner | Bemerkungen                                         |
| ------------- | --------- | --------------------------------------------------- |
| 1. Dez. 1875  | 212       | Volkszählung                                        |
| 1. Dez. 1890  | 247       | Volkszählung                                        |
| 1. Dez. 1910  | 346       | Volkszählung                                        |
| 16. Juni 1925 | 532       | Volkszählung                                        |
| 16. Juni 1933 | 385       | Volkszählung                                        |
| 17. Mai 1939  | 413       | Volkszählung                                        |
| 29. Okt. 1946 | 586       | Volkszählung                                        |
| 31. Aug. 1950 | 556       | Volkszählung                                        |
| 31. Dez. 1964 | 848       | Volkszählung; mit Liebenberg                        |
| 1. Jan. 1971  | 831       | Volkszählung; mit Liebenberg                        |
| 31. Dez. 1981 | 769       | Volkszählung; mit Liebenberg                        |
| 3. Okt. 1990  | 755       | Tag der Deutschen Einheit; mit Liebenberg           |
| 31. Dez. 1996 | 706       | letzter Stichtag vor Gemeindefusion; mit Liebenberg |

## Persönlichkeiten
- Sebastian Mielitz (* 1989), Fußballspieler, in Neulöwenberg aufgewachsen